# Håkon Arnestad Bjærke
Håkon Theodor Arnestad Bjærke, född 15 oktober 1910 i Kristiania, död 24 juli 1977 i Kaupang, var en norsk målare.
Han var son till apotekaren Oskar Bjærke och Alfhild Møllerud samt från 1936 gift med Marit Persen och bror till Finn Arnestad. Han studerade konst vid Statens håndverks- og kunstindustriskole och för Halfdan Strøm vid Statens Kunstakademi i Oslo 1930-1932. Han medverkade i Statens Kunstutstilling första gången 1932-1936 men efter att hans arbeten inte antogs till utställningen 1937 drog han sig bort från Oslos konstnärsliv men återvände till utställningen 1963. Han medverkade i Unge Kunstneres Samfunn utstilling på Kunstnernes Hus 1935 och var representerad i Den frie Høstudstilling i Köpenhamn 1945-1947. 
Separat ställde han bland annat ut på Kunstnerforbundet i Oslo 1945, Galleri Prydkunst i Bergen 1947 och vid en separatutställning på Larvik Kunstforening 1947 visade han även upp några arbeten av Asger Jorn. Hans artistiska koppning till det danska måleriet ledde till att han flera gånger inbjöds att medverka i den danska konstnärsgruppen Cobras utställningar som han avböjde men han ställde ut separat i Odense 1962. Till hans offentliga arbeten hör några porträtt för Frimurerlosjen i Larvik och Jahres Rederi samt en temperamålning i Larvik Meieris Restaurant 1950 och en tempera för Spisesal Alfred Andersens Verksted samt en mosaik för Brunlanes Sparebank. Som konstnär var han surrealist med mycket nonfigurativ konst och en av de första utövarna av det abstrakta måleriet i Norge.